# روي زيمرمان (موسيقي)
روي زيمرمان (بالإنجليزية: Roy Zimmerman)‏ (و. 1957  م) هو موسيقي، ومغن مؤلف، وصحفي أمريكي، ولد في كاليفورنيا الجنوبية، يستخدم آلات قيثارة.

## وصلات خارجية
- روي زيمرمان على موقع IMDb (الإنجليزية)
- روي زيمرمان على موقع ميوزك برينز (الإنجليزية)

- روي زيمرمان في قاعدة بيانات الأفلام على الإنترنت